# Посмейте се
„Посмейте се“, известен също като „Мики Маус – да се посмеем“ са анимационни серии, създадени от The Walt Disney Company. Програмата стартира през 2009 г. и функциите на много герои и анимации от Мики Маус. Сериите са излъчвани на всички межународни страни от Дисни. Излъчвани са в ефира на Disney Channel, Disney XD и Disney Cinemagic.[източник? (Поискан днес)]